# 上海へ行くつもりじゃなかった
『上海へ行くつもりじゃなかった』（シャンハイへいくつもりじゃなかった）は、2012年12月12日にPandA Entertainment Inc. から発売された、日本の音楽ユニット、PANDA 1/2のスタジオ・アルバム。(ミニアルバム)

## 概要
- PANDA 1/2の1枚目のアルバム。CD化作品としても初である。
- それまで配信限定シングルとして発表されていた「上海は夜の6時」から「ぼくらがスリジャヤワルダナプラコッテへ旅に出る理由」までの作品をリマスタリングした上で収録[1]。
- ボーカル担当の藤岡みなみが同年12月31日付で脱退したため、藤岡がメンバーとして参加した最初で最後のアルバムとなる。
- シークレットトラックとして、Plus-Tech Squeeze BoxとPandaBoYのリミックス曲が含まれる。
- タイトルはフリッパーズ・ギター『海へ行くつもりじゃなかった』のパロディであり、各曲名もフリッパーズ・ギターの楽曲名のもじりとなっている。

- 2015年3月11日に追加トラックを収録して再発売[2]。公式インフォメーションではこれを『通常盤』、2012年12月12日に発売したものを『初回盤』と記載している。
- 初回版と通常盤の主な違い。

初回盤から新たに5曲が追加収録。ただし「PANDA! PANDA! PANDA!」のオリジナルバージョンは初回盤にしか収録されていない。
初回盤発売時に特典として告知されていた16P歌詞カードの廃止。通常盤の歌詞カードは6P。
初回盤の帯裏に記載されていたJames Panda Jr.からの直筆メッセージが、通常盤ではライブ情報に変更。
初回盤には特典として「ぼくらがスリジャヤワルダナプラコッテへ旅に出る理由」のミュージック・ビデオが収録されたオリジナルDVDが付属した。

## 初回盤の収録曲
- 12曲目は、12分12秒経過後に曲が始まるため、実質5分16秒。

| #         | タイトル                                                   | 作詞                       | 作曲            | 時間  |
| --------- | ---------------------------------------------------------- | -------------------------- | --------------- | ----- |
| 1.        | 「Overture」                                               |                            |                 | 0:25  |
| 2.        | 「上海は夜の6時」                                          | James Panda Jr.            | James Panda Jr. | 4:10  |
| 3.        | 「中華街ウキウキ通り」                                     | James Panda Jr.            | James Panda Jr. | 5:04  |
| 4.        | 「PANDA! PANDA! PANDA!」                                   | James Panda Jr.            | James Panda Jr. | 3:34  |
| 5.        | 「夏をぶっ飛ばせ - Wild Summer 2012 -」                    | James Panda Jr.            | James Panda Jr. | 5:15  |
| 6.        | 「ぼくらがスリジャヤワルダナプラコッテへ旅に出る理由」     | James Panda Jr.&藤岡みなみ | James Panda Jr. | 3:34  |
| 7.        | 「中華街ウキウキ通り」(-remixed by Plus-Tech Squeeze Box-) | James Panda Jr.            | James Panda Jr. | 5:21  |
| 8.        | 「[Blank]」                                                |                            |                 | 0:12  |
| 9.        | 「[Blank]」                                                |                            |                 | 0:12  |
| 10.       | 「[Blank]」                                                |                            |                 | 0:12  |
| 11.       | 「[Blank]」                                                |                            |                 | 0:12  |
| 12.       | 「PANDA! PANDA! PANDA!」(-remixed by PandaBoY-)            | James Panda Jr.            | James Panda Jr. | 17:29 |
| 合計時間: | 合計時間:                                                  | 合計時間:                  | 合計時間:       | 45:36 |

## 通常盤の収録曲
- 太字は追加トラック（いずれも初CD収録化音源）

1. Overture
2. 上海は夜の6時
3. 中華街ウキウキ通り
4. PANDA! PANDA! PANDA! (肉食ロックバージョン)
5. 夏をぶっとばせ -WILD SUMMER 2012-
6. ぼくらがスリジャヤワルダナプラコッテへ旅に出る理由
7. 中華街ウキウキ通り -remixed by Plus-Tech Squeeze Box-
8. PANDA! PANDA! PANDA! -上野パンダ公開記念version-
9. PANDA! PANDA! PANDA! -上野パンダパンダパンダmix-
10. NEW MUSIC MACHINE -1/2 minutes version-
11. 1/2 -1/2 minutes version-
12. PANDA! PANDA! PANDA! -remixed by PandaBoY-